# 共同荷物検量所
共同荷物検量所 (きょうどうにもつけんりょうじょ) とは1907年(明治40年)10月1日に日本郵船株式会社・大阪商船株式会社両社の協定により創立した日本初の組織的検量機関である。以来、複数の航路での貨物量を正確に把握することで、運賃の公正化と海運経済の合理化を図る役割を担ってきた。

## 背景と設立の経緯

### 江戸時代からの海運業の発展
江戸時代中期には、菱垣廻船や樽廻船による定期航路が江戸と大阪間で成立し、やがて北前船を介して大阪と北海道を結ぶ海運業（廻船問屋）が発達した。この時代の主な貨物は米や酒、木材、肥料などで、運賃は「石建（こくだて）」、すなわち米を基準とした荷量で決定されていた。そのため、乗組員が積荷の個数を数えるだけでおおむね運賃を算定でき、厳密な検量を要しない慣行が続いていた。そのため船頭や手代が積荷の個数さえ数えておけば、検量をしなくても問題なかった。

### 明治期の競争激化と検量の必要性
明治に入り海運業が盛んになると、交通輸送量に対して過剰な数の汽船会社が乱立したため競争過多で経営難に陥る会社が続出した。運賃決定について、正確を期する必要に迫られ、信用のある厳正な検量が必要となったが、検量は集荷場の便宜を阻むものとしてすぐには実現しなかった。当時の運賃は船会社の係員が荷主と立ち会って現品を調べ、協定トン数を談合によって決めてそこから計算していた。同時期の英国等では運賃協定の同盟が結成されており、すでに船会社が選定した検量人が専門的に正しい検量を行っていた。

## 共同荷物検量所の発足と拡大

### 試験的検量所の開設
日露戦争後、外国汽船の往来が増加する中で欧州系の運賃同盟が貨物検量を実施し始めた影響を受け、1906年(明治39年)には欧州復航運賃同盟の指定検量人として英国船長スマートが神戸で中国人を雇い、検量業務を開始。その後、別の英国船長スチーブンも横浜で同様の検量を始めた。
ところで、日本国内の二大船会社であった日本郵船と大阪商船は、台湾・朝鮮航路で集荷を競い合った結果、協定トン数を過度に低く申告して運賃収入を圧迫するなどの問題を抱えていた。さらに、正確な検量が行われなかったために積載率の低下や積み残しが発生し、事業運営に支障をきたしていた。これらの課題を受け、両社は1907年（明治40年）初頭に辰馬汽船元船長の服部猪熊を招請し、試験的に貨物検量所を開設した。ここでは両社の内航船を対象に検量業務を行い、非常に良好な成果を挙げた。

### 共同荷物検量所の発足と拡大
試験的検量所の成功を受けて、両社は自社検量や協定トン数の談合を廃止し、運賃の透明化と海運経済の合理化を図るべく、1907年(明治40年)10月1日に「日本郵船株式会社・大阪商船株式会社共同荷物検量事務所」を大阪・神戸に設置。台湾および朝鮮航路における貨物検量を正式に開始した。その後、事務所は下関、横浜、東京、名古屋にも順次開設され、日本の主要港湾をカバーする体制が整えられた。

### 1917年(大正6年)の再編成
さらに業務の一元化を進め、1917年(大正6年)11月に既存の各検量事務所を発展的に解散し、神戸を拠点とする「共同荷物検量所」として再組織化した。名称から「日本郵船」「大阪商船」の冠称を外したことで、両社以外の船会社からも公正な検量を依頼できる仕組みが整えられた。

## 合併とその後の展開

### 日本海事組合との合併（1918年12月）
1917年（大正6年）から翌1918年（大正7年）にかけて、当時の海運業界では組織的な統合・合理化の動きが高まりを見せた。この流れの中で、共同荷物検量所は1918年（大正7年）12月に日本海事組合と合併し、検量業務が日本海事組合の組織内に一体化された。これにより、国内外の多くの船会社が共同荷物検量所の検量結果を運賃の算出に活用するようになり、より広範かつ厳正な検量体制が確立された。

### 検量制度の意義
共同荷物検量所の設立以降、公正かつ専門的な検量結果をもとに運賃が決定されるようになったことで、船会社間の過度な運賃競争に一定の歯止めがかかり、貨物輸送の信頼性が向上した。また、正確な積載量の把握により、安全対策・積載効率の改善が促進され、海上輸送の全体的な発展に寄与したと評価されている。